# El colapso (serie de televisión mexicana)
El colapso es una miniserie de televisión por internet de drama distópica antológica mexicana producida por Perro Azul para TelevisaUnivision, en el 2023. La serie es una versión de la miniserie francesa de 2019, L'Effondrement, de Les Parasites. Cada episodio sigue la perspectiva de diferentes personajes y cómo sobreviven a un evento de origen desconocido que colapsa el sistema financiero, tecnológico, ambiental y político. Se lanzó a través de Vix el 10 de febrero de 2023.

## Reparto
- Adriana Paz
- Armando Hernández
- Enrique Arrizon
- Flavio Medina
- Gustavo Sánchez Parra
- Ianis Guerrero
- Irán Castillo
- Kristyan Ferrer
- Osvaldo Benavides
- Tiaré Scanda
- Ximena Lamadrid
- Ana Valeria Becerril

## Episodios
| N.º | Título                     | Fecha de lanzamiento original |
| --- | -------------------------- | ----------------------------- |
| 1 | «El supermercado»          | 10 de febrero de 2023         |
| Omar debe decidir si huir con su novia Julia y sus amigos o quedarse con su trabajo y su familia, ante la crisis alimentaria metropolitana. Reparto: Enrique Arrizon como Omar y Ana Valeria Becerril como Julia. |                            |                               |
| 2 | «La gasolinera»            | 10 de febrero de 2023         |
| Maribel y su familia intercambian comida por gasolina en las afueras en los límites de la ciudad. La estabilidad se rompió después de que un policía cruzara la línea y les ordenara llenar el tanque de su patrulla. Reparto: Osvaldo Benavides como Alberto, Gustavo Sánchez Parra como Christopher y Mercedes Hernández como Maribel. |                            |                               |
| 3 | «El avión»                 | 10 de febrero de 2023         |
| Lucio es un rico hombre de negocios que recibe una llamada de emergencia. Tiene 13 minutos para llegar al aeródromo y realizar el último vuelo a la isla de refugio de un inminente desastre social. Reparto: Armando Hernández como Lucio, Isabel Burr como Isabel e Ianis Guerrero como Miguel. |                            |                               |
| 4 | «El pueblo»                | 10 de febrero de 2023         |
| Ante el colapso de la ciudad, un grupo de personas acude a una sociedad rural independiente en busca de refugio. El conjunto está dirigido por Manuel, un viejo conocido secular. Eligio, el jefe de la aldea, accede a regañadientes a acomodar temporalmente al grupo mientras el consejo decide si hay suficiente espacio y comida para organizar a los recién llegados. Reparto: Juan Carlos Medellín como Juan, Mariana Gajá como Karina, Iran Castillo como Eva y Osvaldo Benavides como Alberto. |                            |                               |
| 5 | «La refinería»             | 10 de febrero de 2023         |
| Han pasado más de dos meses desde el colapso y los efectos aún se ven por todas partes. Un corte de energía provoca una explosión en una refinería. El líder de la estación, Noe, lleva sus poderes al límite frente a las emergencias, arriesgando no solo a él mismo sino también a la vida de su propia hija. Reparto: Flavio Medina como Noé y Ximena Lamadrid como Sabina. |                            |                               |
| 6 | «El asilo»                 | 10 de febrero de 2023         |
| Marco lucha para mantener con vida a un grupo de personas mayores de un asilo de ancianos. Cuando la violencia de afuera llega dentro del sitio, Marco debe enfrentar los límites de la empatía y la solidaridad humana para ayudar aquellos pacientes desesperados sin alternativas. Reparto: Kristyan Ferrer como Marco y Paloma Woolrich como Gloria. |                            |                               |
| 7 | «La isla»                  | 10 de febrero de 2023         |
| A bordo de un velero, Soledad navega en una carrera contra el tiempo mientras encuentra la manera de llegar a una isla de alta tecnología, donde ha conseguido un lugar para ponerse a salvo. Reparto: Adriana Paz como Soledad. |                            |                               |
| 8 | «La conferencia de prensa» | 10 de febrero de 2023         |
| Jacobo y un grupo de activistas ambientales planean boicotear el evento del Secretaría de Medio Ambiente para usar una plataforma mediática para advertir al régimen que el sistema está a punto de colapsar, pero cuando llegan, las cosas se complican. Reparto: José María de Tavira como Jacobo González y Mayra Hermosillo como Amparo. |                            |                               |

## Producción
El 8 de agosto de 2022 se anunció el inicio de la producción de la serie. La serie fue filmada con planos de secuencia, sin interrumpir escenas ni segundas tomas.